# Devon (wyspa)
Devon (ang. Devon Island, fr. Île Devon, inuktitut: Tatlurutit) – kanadyjska wyspa w Archipelagu Arktycznym, w grupie Wysp Królowej Elżbiety. Oddzielona Cieśniną Lancastera od Ziemi Baffina i Cieśniną Jonesa od Wyspy Ellesmere’a. Najwyższe wzniesienie 1920 m n.p.m. W południowo-wschodniej części znajduje się lodowiec. Jej powierzchnia wynosi 55 tys. km², co czyni ją największą niezamieszkaną wyspą na Ziemi.
Ze względu na surowy klimat i warunki przypominające powierzchnię Marsa, na wyspie były prowadzone badania symulacyjne zorganizowane przez Mars Society, mające na celu przygotowanie załogowej wyprawy na planetę Mars. Wyprawą kierował doktor Robert Zubrin, a całe przedsięwzięcie filmowała telewizja Discovery Channel, która pokazała je na swojej antenie.
Na wyspie znajduje się krater uderzeniowy Haughton.